# Nerastria bifasciata
Nerastria bifasciata là một loài bướm đêm trong họ Noctuidae.